# Умелец Мэнни
Умелец Мэнни (англ. Handy Manny) — мультсериал для детей. В речи персонажей присутствуют слова и словосочетания на английском языке (первые серии были на чисто русском языке).
В России мультсериал изначально транслировался на «Первом канале» по воскресеньям утром в рамках блока «Дисней-клуб» с 5 октября 2008 года по 5 апреля 2009 года. С 12 августа 2010 года по 28 декабря 2019 года мультсериал выходил на канале Disney в рамках блока «Узнавайка Disney».

## Сюжет
Мэнни, владелец ремонтной мастерской, всегда помогает жителям города Рокхилз, со своими говорящими инструментами. Починить или построить, часто заходя к Келли за материалами.

## Персонажи

### Люди
- Мэнни Гарсиа (англ. Manny Garcia) — владелец своей мастерской, помогает с инструментами жителям города что-нибудь починить. Он мексиканского происхождения.
- Лев Неуклюжев или Леонард Неуклюжев (Мистер Неуклюжев) (англ. Leonard Francis Lopart) — владелец магазина сладостей, он неуклюжий, о чём соответствует фамилия, имеет кошку по имени Пушинка (хотя большей частью зверек является котом и зовется Пушком). Часто отказывается от помощи Мэнни, от чего ему приходится страдать. В одних сериях его зовут Львом, в других Леонардом.
- Келли (англ. Kelly) — владелец магазина стройматериалов куда к ней часто заходят Мэнни с инструментами. Мэнни, возможно, влюблён в неё.
- Миссис Портильо (англ. Mrs. Portillo) — владелица пекарни. Как и Мэнни, она мексиканского происхождения.
- Дедуля (англ. Granddad) — дедушка Мэнни. Живёт за городом. Мэнни с инструментами любят его навещать.
- Герман (англ. Hermann) — владелец обувной лавки. По происхождению еврей.
- Мэр Роза (англ. Mayor of Rosa) — мэр города. Часто обращается к Мэнни за помощью.

### Инструменты
- Тук (англ. Pat) — молоток небесно-голубого цвета. Он очень разговорчив и чрезвычайно глуп, хотя моментами могут быть вспышки ума, временами ему трудно контролировать себя, периодически бывает труслив. Его коронная фраза - "Я молоток!". Возможно, является лучшим другом Ржавика, потому что часто одним из первых успокаивает его. Часто его глупость сильно выводит Крутика.
- Ржавик (англ. Rusty) — разводной ключ оранжевого цвета. Он часто переживает волнуется, не очень храбрый и боится если не всего, то почти всего. Большую часть времени нуждается в поддержке своих друзей, возможно Тук является его лучшим другом, ведь он одним из первых успокаивает Ржавика. Иногда его страх всего может раздражать остальные инструменты, в частности Крутика. По старшинству это второй инструмент Мэнни, но в силу своего характера может показаться моложе.
- Вжик (англ. Dusty) ручная пила красного цвета. Очень умная и часто даёт хорошие советы, так же, она интересуется мистикой и любит решать загадки, называя себя в такие моменты "Детектив Вжик". У неё дружелюбные отношения со всеми инструментами. У неё нет ресниц несмотря на то что её пол - женский. Стоит отметить, что она увлекается балетом и иногда пытается выступить, надевая пачку.
- Дергунчик (англ. Squeeze) — плоскогубцы зелёного цвета. Часто протягивает руку помощи остальным инструментам, очень дружелюбный и милый, но нетерпеливый (особенно если дело касается ремонта связанного с болтами). Любит повеселиться, ведёт себя по детски. До появления Огонька был самым младшим инструментом Мэнни.
- Вертик (англ. Felipe) — крестовая отвёртка жёлтого цвета. Всегда считает себя самым главным инструментом, слишком самоуверенный. Иногда, находясь под впечатлением от сериала про супергероев, сам считает себя супергероем и называет себя "Супер Вертик". Иногда его идеи очень полезные, а иногда лишь усугубляют положение. Хорошо говорит на английском языке, часто переводя слова для остальных. Очень артистичный, любит петь, но не очень хорош в этом. Возможно, он является братом Крутика, да и в целом он часто действует ему на нервы (иногда намеренно). Хорошо общается с Огоньком и Вжик, так же иногда пытается пообщаться с Крутиком.
- Крутик (англ. Turner) — прямошлицевая отвёртка фиолетового цвета. Достаточно язвителен, саркастичен и временами бывает грубым по отношению к остальным инструментам (в частности, к Вертику). Высокого мнения о себе, бывает эгоистичен, но так же он может относиться к остальным инструментам с переживаниями и заботой. В одной из серий, когда Вертик был измотан и сильно устал, то Крутик заботился о нём. Крутик, возможно, очень любит детей, животных (особенно птиц) и танцы, но всегда отрицает это. Часто теряет терпение из-за глупости Тука или из-за трусливого поведения Ржавика. Возможно, Вертик является его братом.
- Руля (англ. Stretch) — рулетка розового цвета. Очень любит измерять вещи. Она ответственный, у нее математический склад ума,  быстро считает. Легко запоминает информацию. Ее отношения с инструментами дружелюбные, Руле нравится проводить время с друзьями. Может использовать свою выдвижную ленту в качестве вытянутой руки. Советы Рули часто действенные,  разумно мыслит, но при этом не очень заумная и не такая эгоистичная как Крутик. Слегка шепелявит.
- Шуруп (англ. Screw) — искусственно созданная собака Мэнни. Говорить не умеет, но очень любит играть.
- Огонёк (англ. The Sparkle) — фонарик, разговаривает на английском языке, появляется во втором сезоне.
- Щипчик (англ. Sciche) — острогубцы. Похож на Дергунчика и на Вертика.
- Роланд (англ. Roland) — инструментальный шкаф.
- Сверлик (англ. Drill) — дрель.
- Лефти, Лили и Джуниор (англ. Lefty, Lily and Junior) — семья гаечных ключей.
- Чих (англ. Sneeze) — пылесос, часто чихает. Имеет аллергию на древесные опилки.
- Лучик (англ. Luchik) — уровень. Помимо сосудов с плавающими шариками имеет еще и лазерную указку.
- Тикс и Тутс (англ. Tix and Toots) — гнездовые ключи.
- Жужжик (англ. Zhuzhzhik) — гайковерт.
- Дасти (англ. Saw) — пила.
- Расти (англ. Wrench) — гаечный ключ.
- Фликер (англ. Flashlight) — фонарик.